# A Future Without a Past...
A Future Without a Past... è l'album di debutto del gruppo hip hop statunitense Leaders of the New School, uscito nel luglio 1991 sotto l'etichetta Elektra Records.

## Accoglienza
L'album ha raggiunto la 128ª posizione nella Billboard 200 (Stati Uniti) ed è arrivato 53° nella classifica R&B Albums. Stanton Swihart di Allmusic ha elogiato il lavoro, definendo il debutto del gruppo "uno degli album rap più contagiosi mai creati".

## Lista tracce
1. Homeroom – 2:25
2. Case of the P.T.A. – 3:42 (musica: Cut Monitor Milo)
3. Too Much on My Mind – 4:27 (musica: The Vibe Chemist Backspin)
4. What's the Pinocchio's Theory? – 3:43 (musica: The Vibe Chemist Backspin)
5. Just When You Thought It Was Safe.. – 2:30 (musica: Eric "Vietnam" Sadler)
6. Lunchroom – 2:10
7. Sound of the Zeekers @#^**?! (feat. Cracker Jacks, Kollie Weed, and Rumpletilskinz) – 5:16 (musica: Busta Rhymes)
8. Sobb Story – 4:51 (musica: Eric "Vietnam" Sadler)
9. Feminine Fatt – 3:08 (musica: The Vibe Chemist Backspin)
10. Transformers – 4:00 (musica: Geeby Dajani, John Gamble, Dante Ross)
11. Afterschool – 1:24
12. Show Me a Hero – 4:35 (musica: The Vibe Chemist Backspin)
13. Trains, Planes and Automobiles – 4:04 (musica: Eric "Vietnam" Sadler)
14. The International Zone Coaster – 5:05 (musica: Geeby Dajani, John Gamble, Dante Ross)
15. Teachers, Don't Teach Us Nonsense!! – 4:06 (musica: Leaders of the New School)
16. My Ding-a-Ling – 3:41 (musica: Cut Monitor Milo, Dinco D)
17. Where Do We Go from Here? – 6:51 (musica: Charlie Brown)

### Classifiche di fine anno
| Classifica (1991)         | Posizione massima |
| ------------------------- | ----------------- |
| Billboard 200             | 128               |
| US Heatseekers            | 1                 |
| US Top R&B/Hip-Hop Albums | 53                |

## Formazione
Informazioni prese da AllMusic
- assistente tecnico - John Gamble
- ingegneria suono - Dr. Shane Faber, Mike Mangini, Christopher Shaw
- mixaggio - Busta Rhymes, Charlie Brown, Geeby Dajani, John Gamble, Dante Ross, Eric "Vietnam" Sadler
- produzione - Busta Rhymes, Charlie Brown, Cut Monitor Milo, Geeby Dajani, Dinco D, John Gamble, Leader della Nuova Scuola, Dante Ross, Eric "Vietnam" Sadler